# Römischer Gutshof von Bargen (Engen)
Der Römische Gutshof von Bargen ist eine ehemalige römische Villa rustica mit Badeanlage aus römischer Zeit auf der Gemarkung von Bargen bei Engen im baden-württembergischen Landkreis Konstanz.

## Lage und Beschreibung
Der rund zweieinhalb Hektar große Gutshof befindet sich auf einem Geländesporn rund zwei Kilometer nordöstlich des Ortsteils Bargen im Gewann „Ottegrund“. Am östlichen Rand des Gutshofs befanden sich eine Quelle und ein Steinbruch.
Die vier Schutthügel wurden 1924 unter der Leitung von Paul Revellio erforscht und teilweise ausgegraben. Weitere kleinere Sondierungs- und Sichtungsgrabungen erfolgten 2001 und 2004. Die Steinbauten wurden spätestens im 2. Jahrhundert errichtet und dürften bis Mitte des 3. Jahrhunderts bewohnt gewesen sein. Brandhorizonte wurden nicht gefunden, daher darf angenommen werden, dass die Gutsanlage friedlich verlassen wurde.
Die Villa rustica von Bargen gilt als eine der am besten erhaltenen Anlagen dieser Art in Baden-Württemberg. Die Grundmauern wurden wieder zugedeckt um sie weiterhin zu schützen.

### Gebäude
Unter den Schutthügeln befinden sich die Reste von vier Gebäuden.
- Das nach Osten ausgerichtete Haupthaus, eine sogenannte Risalitvilla, mit zwei vorspringenden Wohn-Ecktürmen (33 × 26 Meter), der südliche Turm konnte mittels einer Hypokaustumanlage beheizt werden, und drei weiteren Wohnräumen entlang des Innenhofs.[2]
- Badehaus (12 × 12 Meter) mit Eingang und Umkleideraum (apodyterion), beheiztem Laubad (tepidarium), Heißbad (caldarium), und Bassins. In zwei weiteren Räumen könnten sich ein Kaltbaderaum (frigidarium) und ein Kaltwasserbecken befunden haben.
- Tempelgebäude (8 × 7 Meter)
- Wirtschaftsgebäude

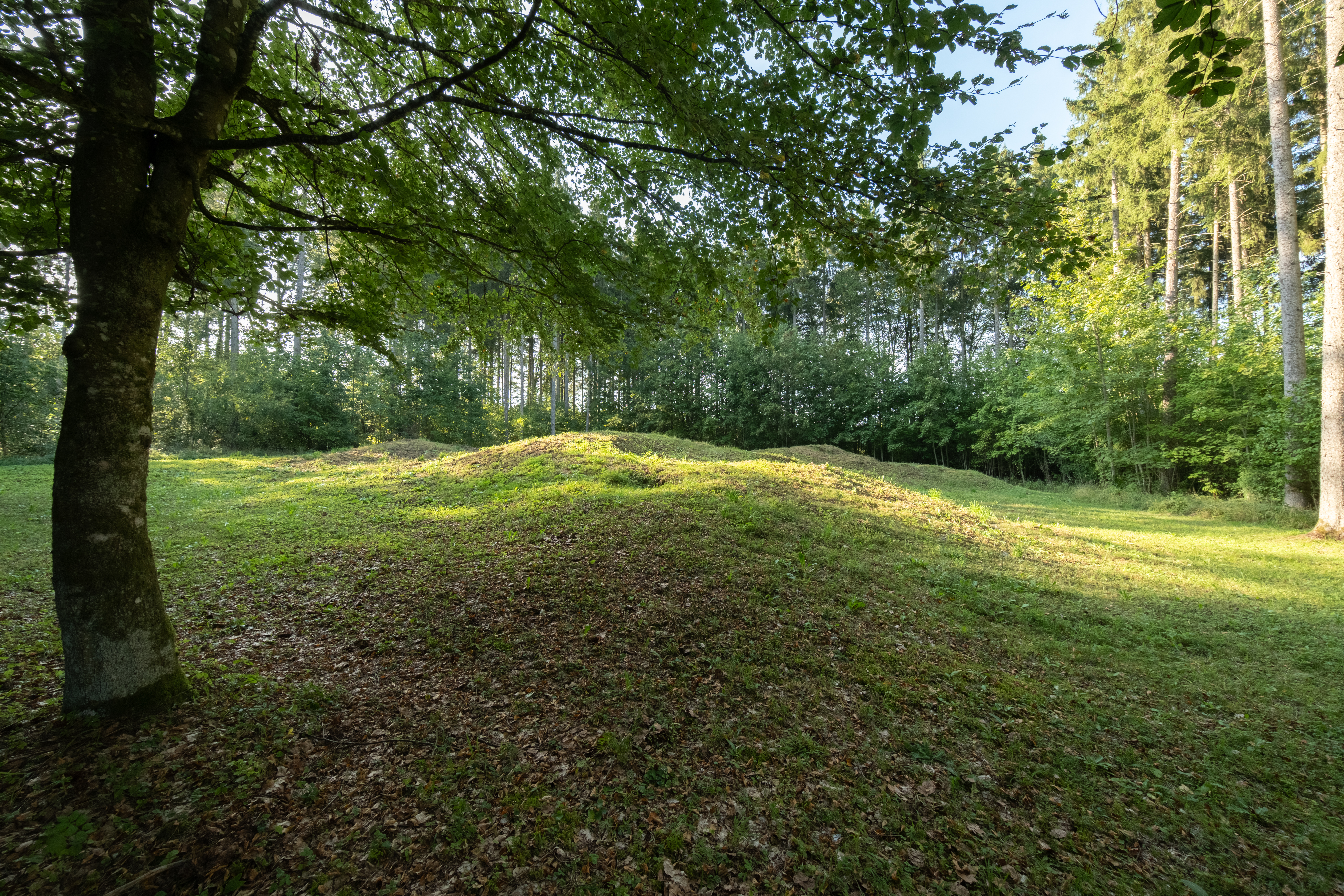
Hauptgebäude
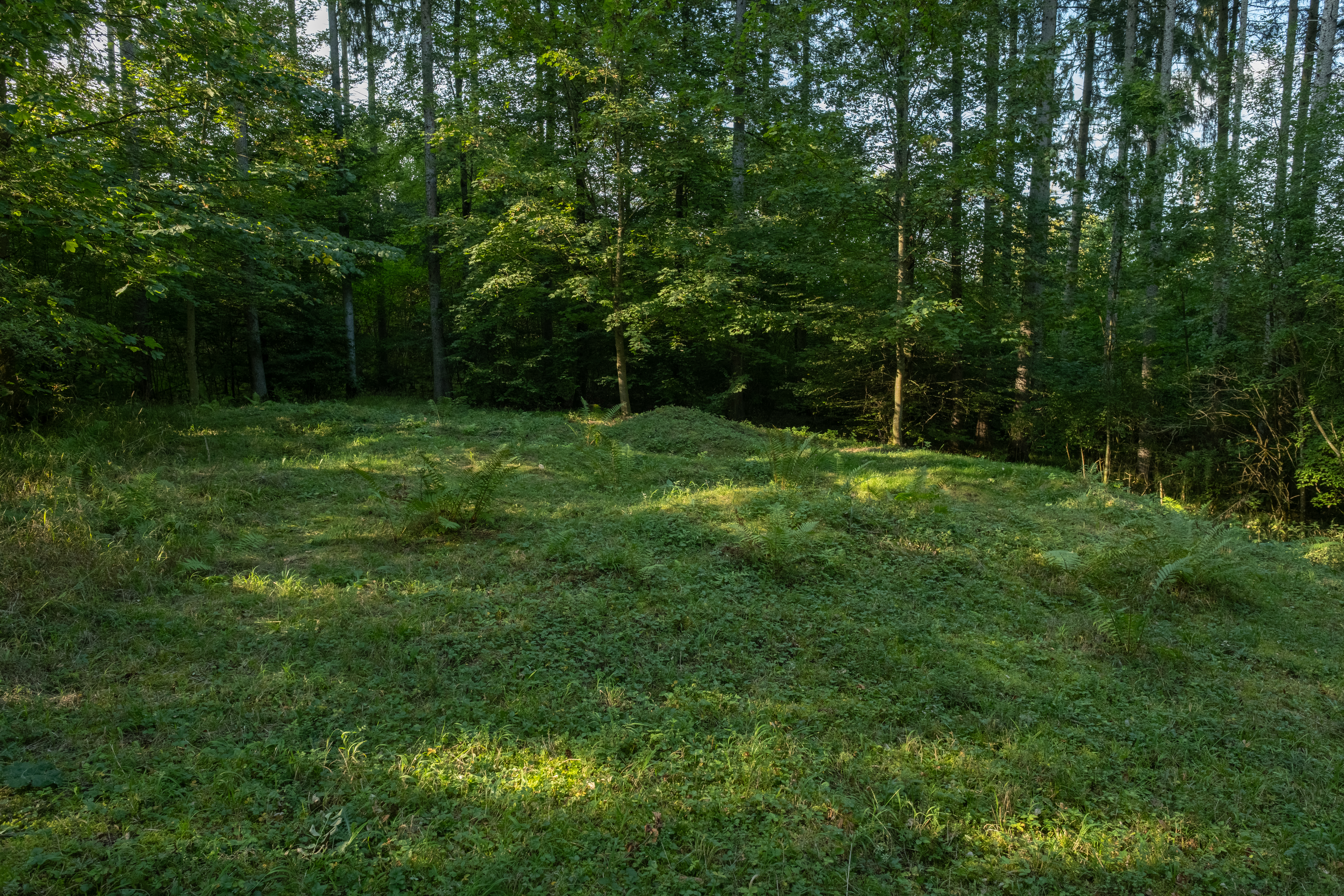
Badegebäude
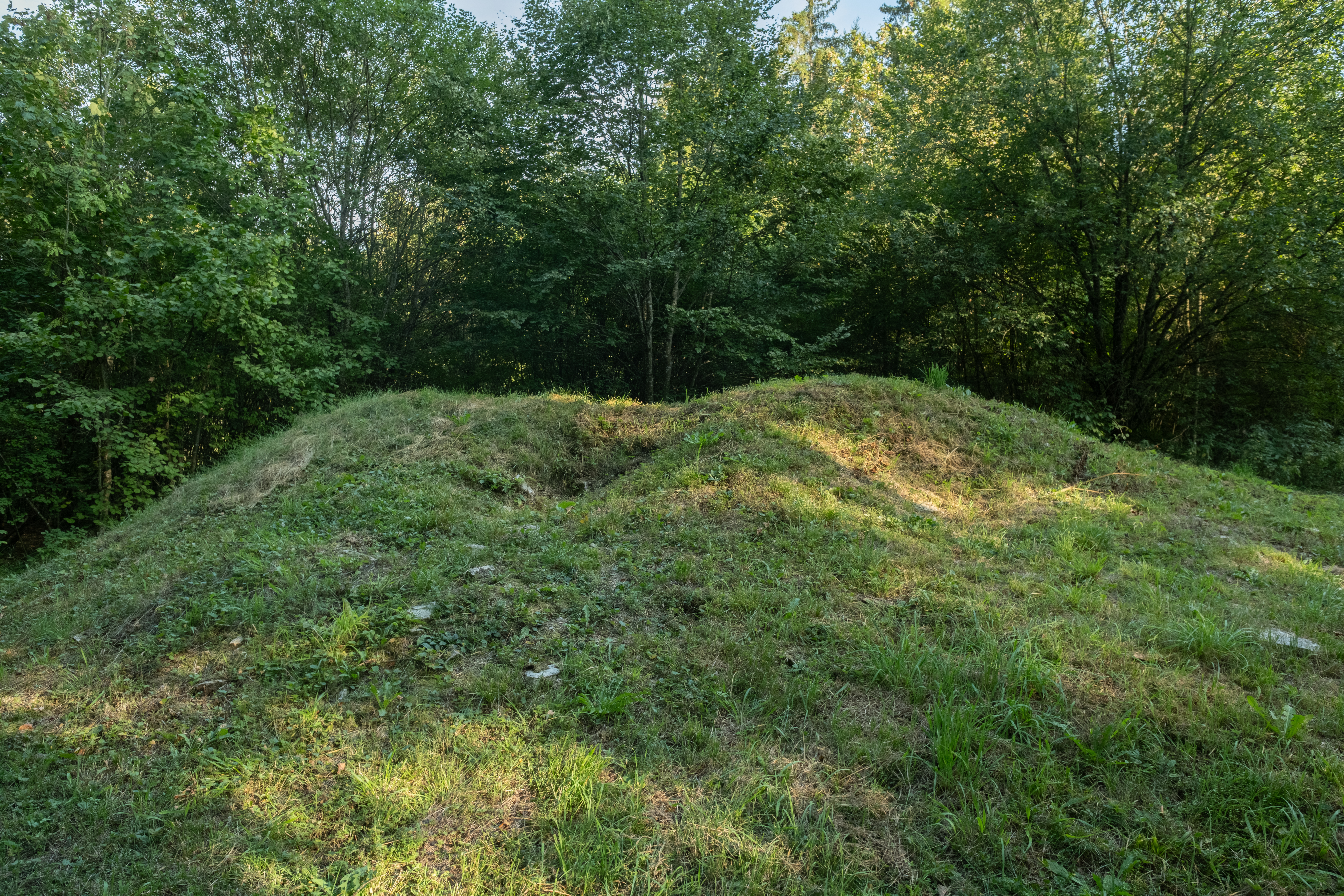
(vermutetes) Tempelgebäude
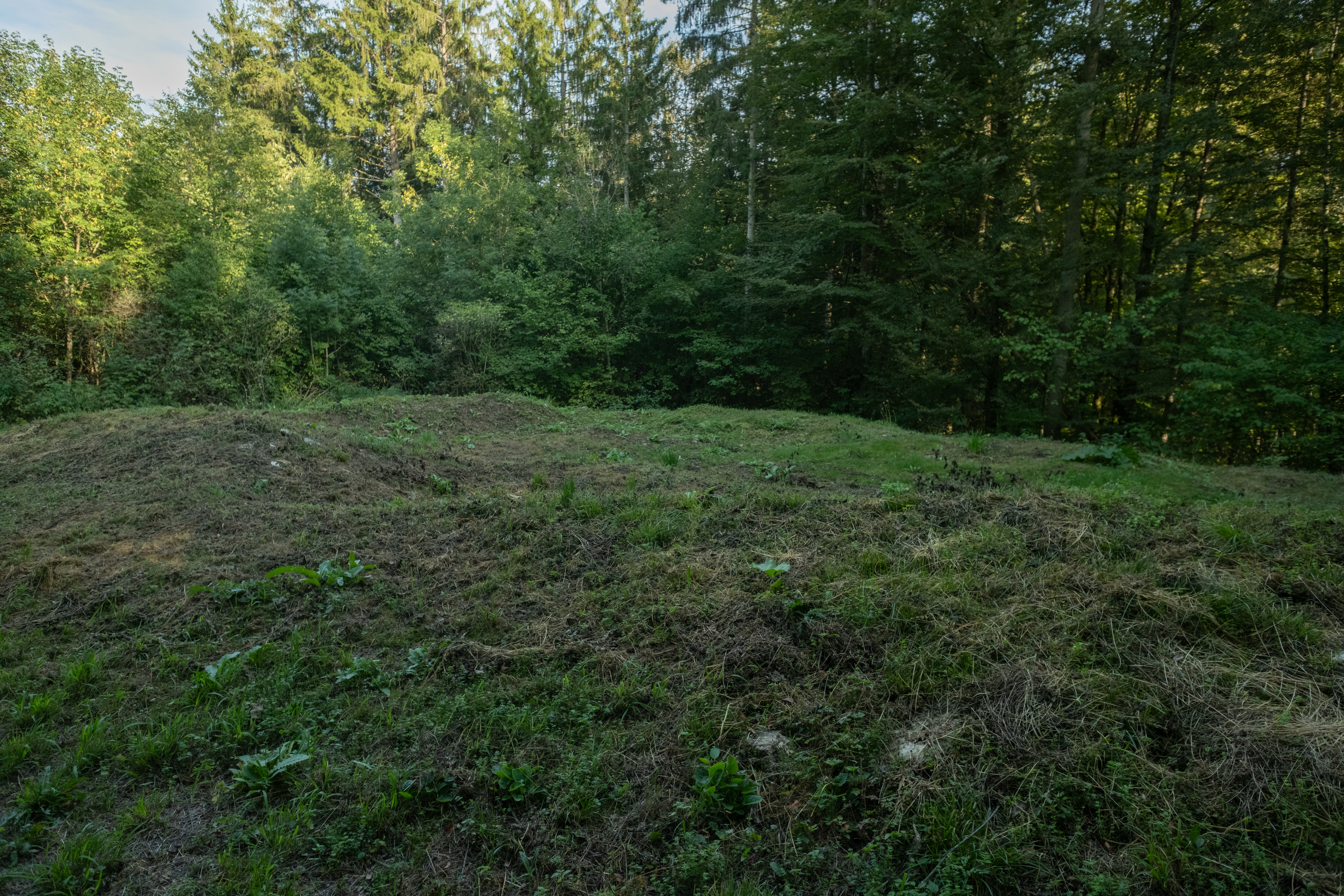
Wirtschaftsgebäude

## Funde
Während der unter Leitung von Professor Revellio durchgeführten Sondierungsgrabungen wurden unter anderem ein Truhen-beschlag in Form einer Mäande  und ein Truhengriffe in Form zweier Delfine gefunden. Münzen wurden nicht erhoben.